# Episodi de Il cane Mendoza (prima stagione)
La prima stagione della serie animata Il cane Mendoza, composta da 13 episodi, è stata trasmessa nel Regno Unito, da Cartoon Network, dal 28 febbraio 2000.
In Italia la stagione è stata trasmessa dal 2002 su Cartoon Network.
| nº | Titolo originale          | Titolo italiano      | Prima TV UK      | Prima TV Italia |
| -- | ------------------------- | -------------------- | ---------------- | --------------- |
| 1  | Bright Side of the Moon   |                      | 28 febbraio 2000 |                 |
| 2  | Forgotten Fat Dog         |                      |                  |                 |
| 3  | Power Play                | Per un potere in più |                  |                 |
| 4  | Et Tu, Fat Dog?           |                      |                  |                 |
| 5  | Going the Distance        |                      |                  |                 |
| 6  | An Onion a Day            |                      |                  |                 |
| 7  | Gone Today, Gone Tomorrow |                      |                  |                 |
| 8  | The Heart of Fat Dog      |                      |                  |                 |
| 9  | Superboots                |                      |                  |                 |
| 10 | Fat Dog Strikes Back      |                      |                  |                 |
| 11 | Four Feet Deep            |                      |                  |                 |
| 12 | Citizen 'X                |                      |                  |                 |
| 13 | Built Free                |                      |                  |                 |